# Ostrov Kishkene-Araltobe
Ostrov Kishkene-Araltobe (kazakiska: Kishkene Araltöbe Aralyq) är en ö i Kazakstan. Den ligger i den östra delen av landet, 1 000 km sydost om huvudstaden Astana.